# Station Balen
Station Balen is een spoorwegstation langs spoorlijn 15 (Antwerpen - Hasselt) in de gemeente Balen.
In het stationsgebouw zijn geen loketten meer en er is nu een taverne gehuisvest met de toepasselijke naam: Eetkaffee in de statie. Het is nu een stopplaats. Vroeger heette dit station Balen-Nete. Eind jaren 90 was hier het dubbelspoor weggehaald en werd de lijn deels enkelsporig.

## Treindienst
Sinds 13 juni 2021
| Treintype | Verbinding    | Dienstregeling                                             |
| --------- | ------------- | ---------------------------------------------------------- |
| L 05      | Hasselt - Mol | Maandag tot zaterdag: 1x/u Zon- en feestdagen: 1x/om de 2u |

## Galerij

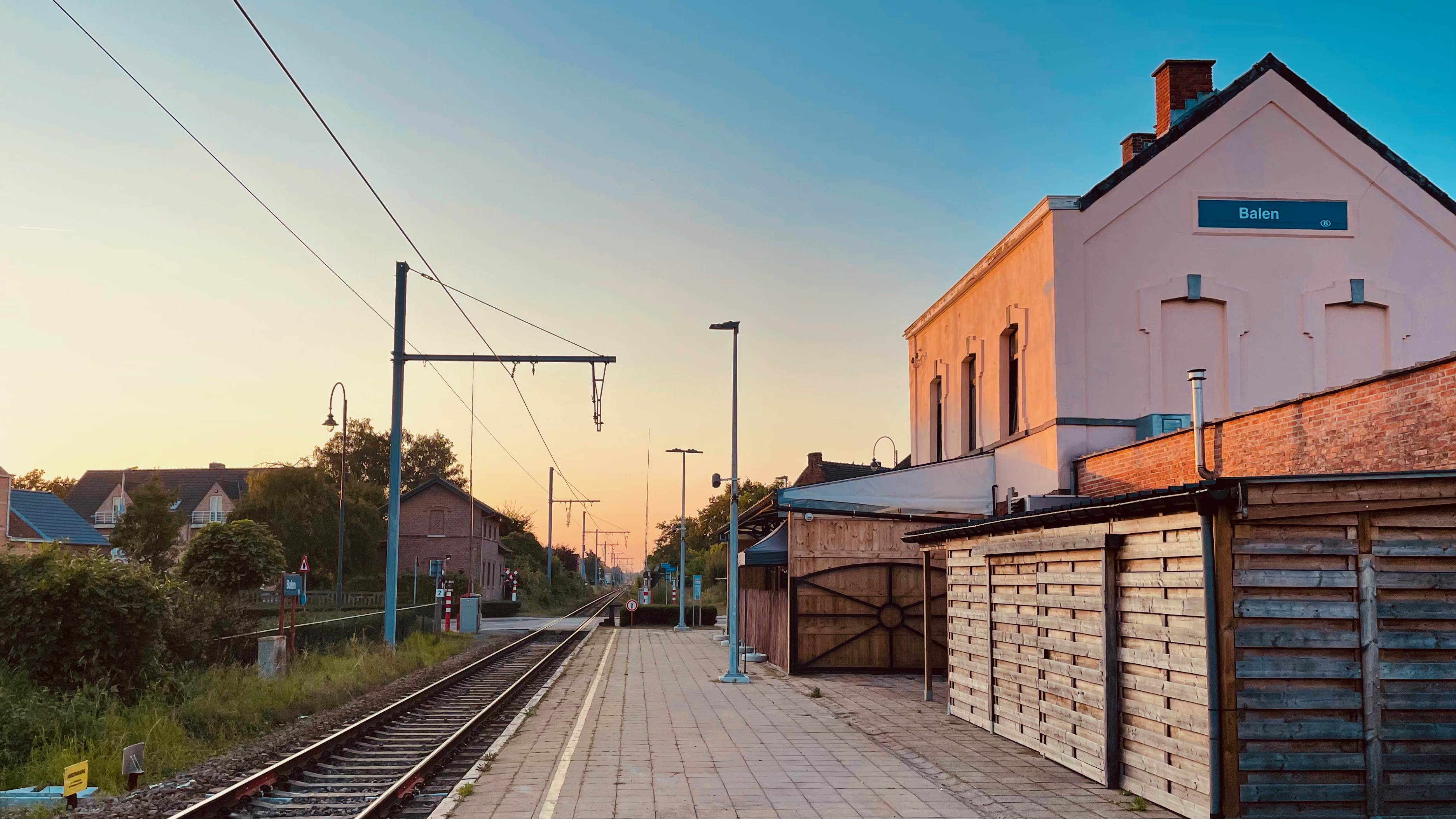
Zicht op het perron
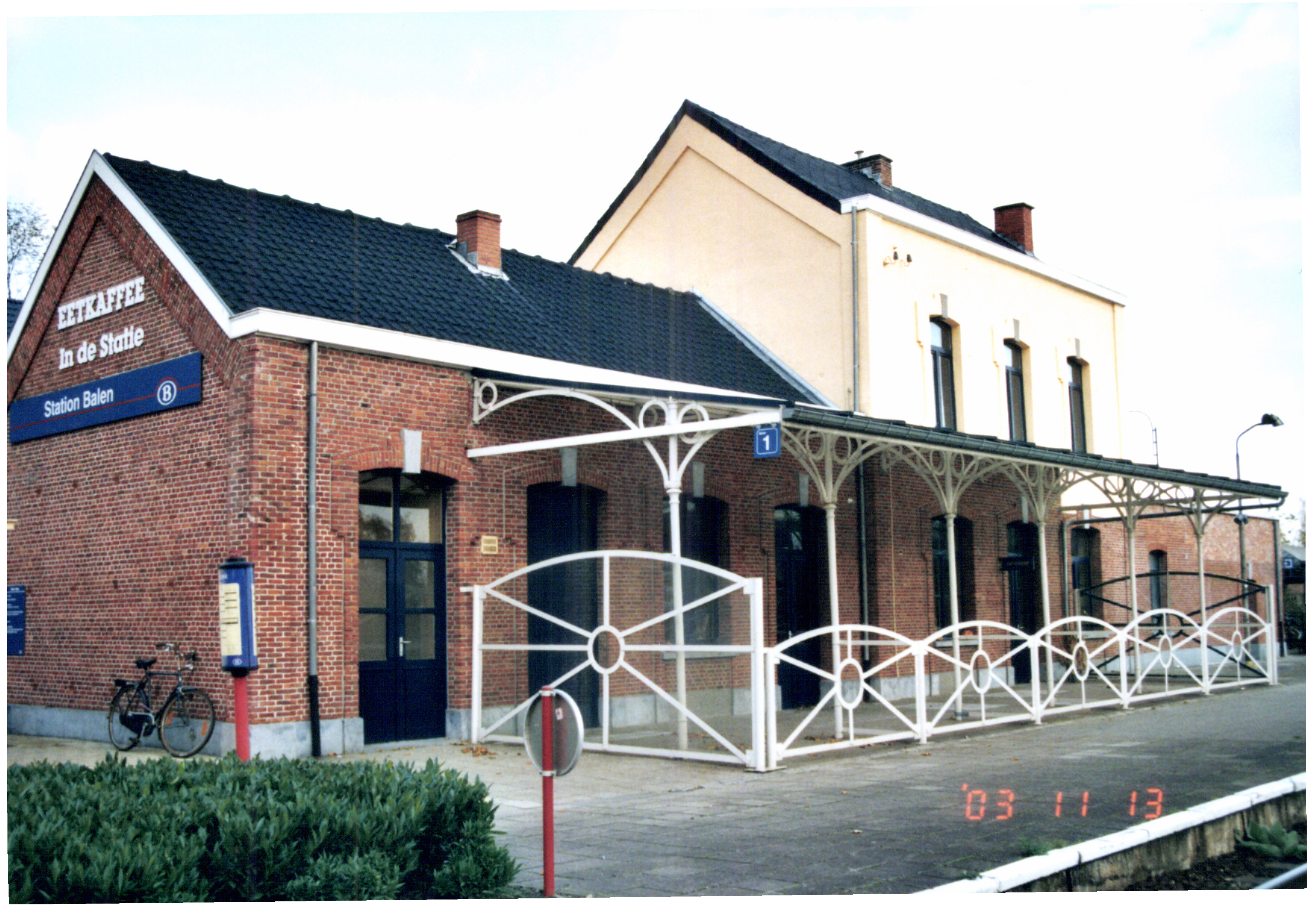
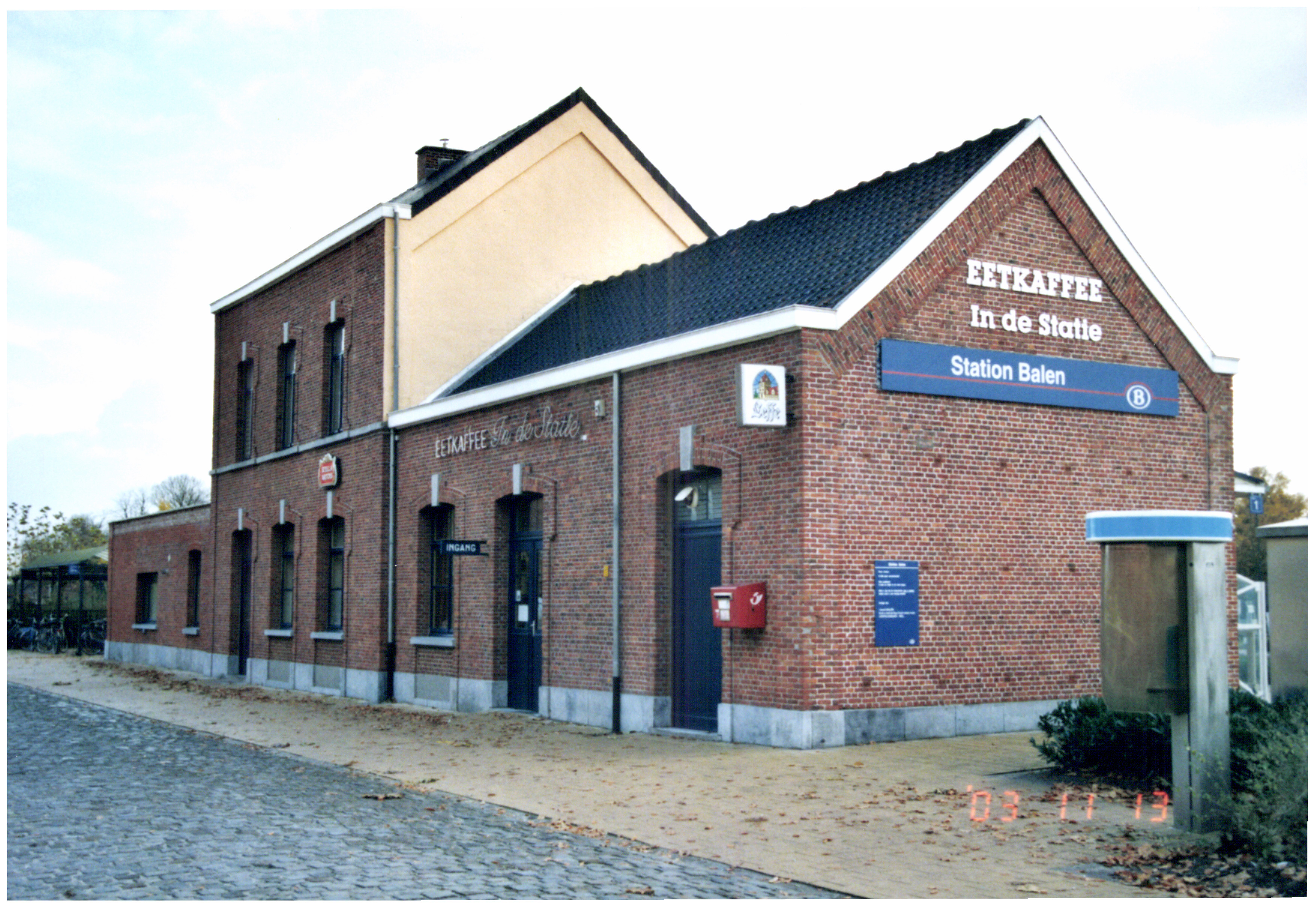
Station Balen en bareelwachtershuisje in 2003
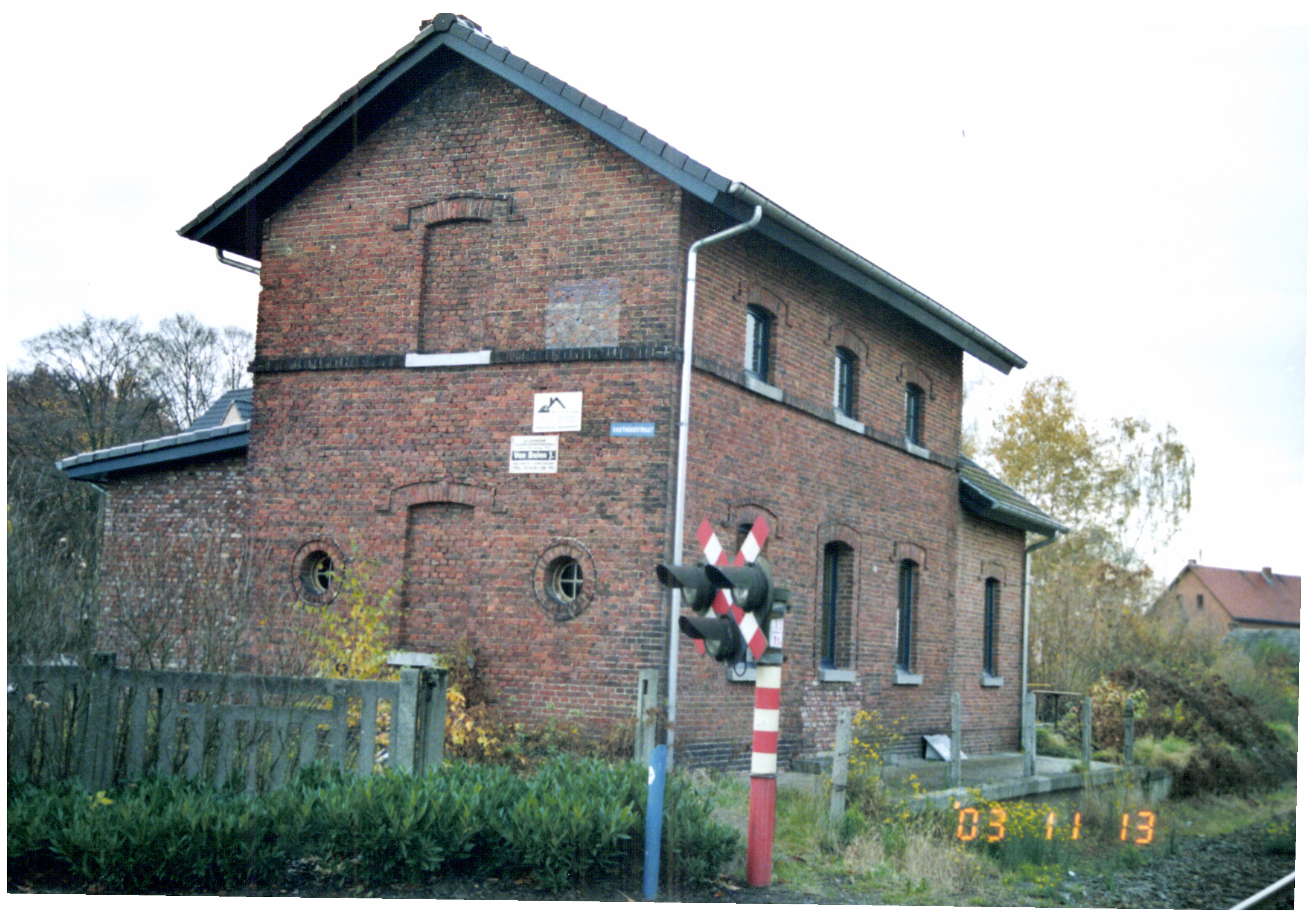
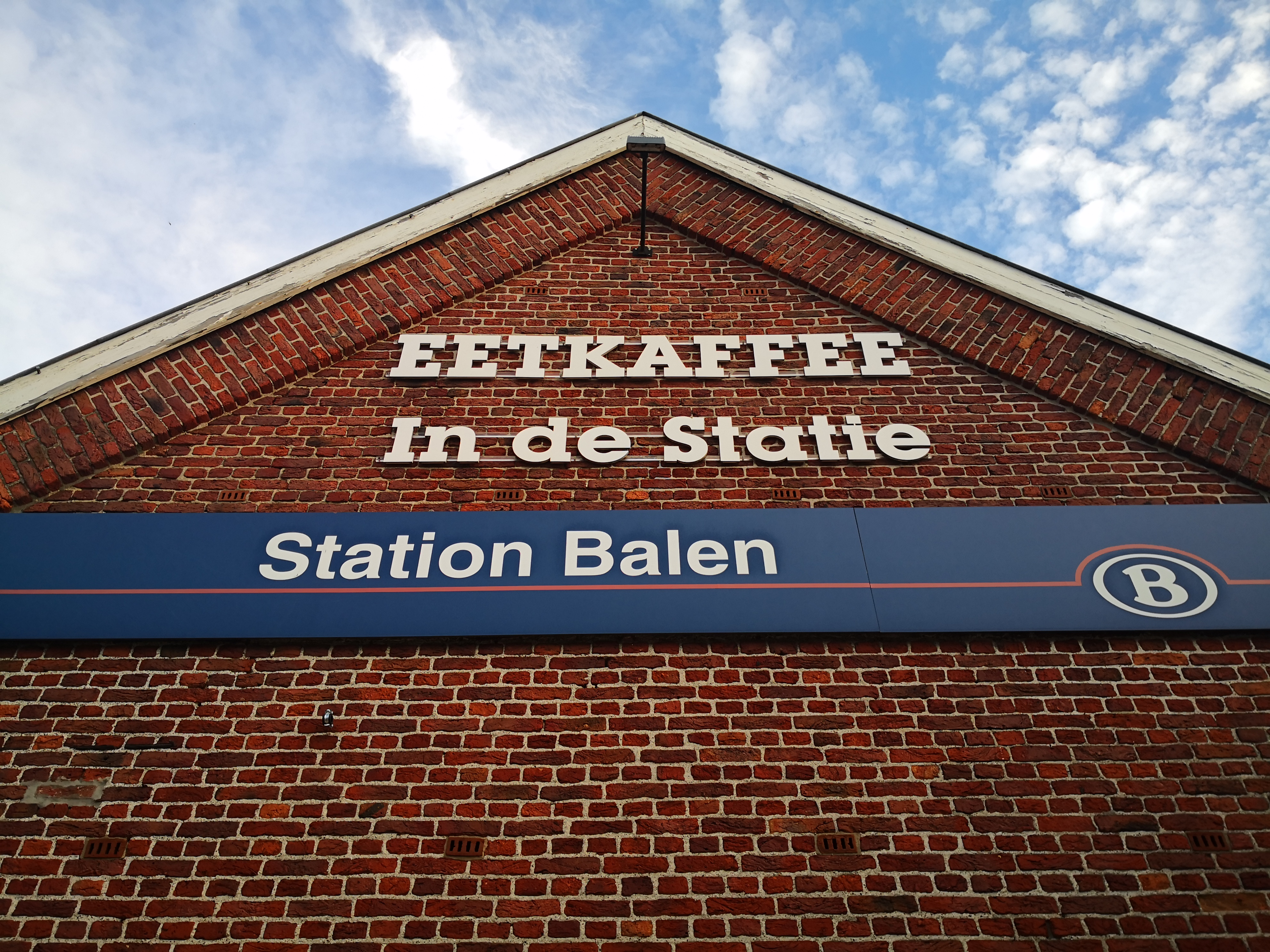

## =Reizigerstellingen
De grafiek en tabel geven het gemiddeld aantal instappende reizigers weer op een week-, zater- en zondag.
| Tabel: aantal instappende reizigers station Balen | Tabel: aantal instappende reizigers station Balen | Tabel: aantal instappende reizigers station Balen | Tabel: aantal instappende reizigers station Balen |
|                                                   | Weekdag                                           | Zaterdag                                          | Zondag                                            |
| ------------------------------------------------- | ------------------------------------------------- | ------------------------------------------------- | ------------------------------------------------- |
| 1977                                              | 250                                               | 56                                                | 45                                                |
| 1978                                              | 246                                               | 45                                                | 66                                                |
| 1979                                              | 213                                               | 32                                                | 64                                                |
| 1980                                              | 226                                               | 33                                                | 21                                                |
| 1981                                              | 263                                               | 52                                                | 28                                                |
| 1982                                              | 230                                               | 28                                                | 54                                                |
| 1983                                              | 276                                               | 55                                                | 26                                                |
| 1984                                              | 233                                               | 19                                                | 26                                                |
| 1985                                              | 184                                               | 25                                                | 38                                                |
| 1986                                              | 163                                               | 18                                                | 81                                                |
| 1987                                              | 171                                               | 36                                                | 51                                                |
| 1988                                              | 154                                               | 31                                                | 29                                                |
| 1989                                              | 120                                               | 28                                                | 39                                                |
| 1990                                              | 133                                               | 25                                                | 29                                                |
| 1991                                              | 138                                               | 27                                                | 43                                                |
| 1992                                              | 133                                               | 33                                                | 33                                                |
| 1993                                              | 86                                                | 12                                                | 36                                                |
| 1994                                              | 107                                               | 34                                                | 29                                                |
| 1995                                              | 82                                                | 26                                                | 33                                                |
| 1996                                              | 102                                               | 27                                                | 16                                                |
| 1997                                              | 109                                               | 35                                                | 66                                                |
| 1998                                              | 118                                               | 54                                                | 60                                                |
| 1999                                              | 97                                                | 32                                                | 34                                                |
| 2000                                              | 132                                               | 38                                                | 44                                                |
| 2001                                              | 115                                               | 48                                                | 52                                                |
| 2002                                              | 132                                               | 38                                                | 75                                                |
| 2003                                              | 157                                               | 42                                                | 72                                                |
| 2004                                              | 196                                               | 52                                                | 80                                                |
| 2005                                              | 211                                               | 74                                                | 116                                               |
| 2006                                              | 264                                               | 64                                                | 150                                               |
| 2007                                              | 296                                               | 80                                                | 194                                               |
| 2008                                              | -                                                 | -                                                 | -                                                 |
| 2009                                              | 305                                               | 85                                                | 113                                               |
| 2010                                              | -                                                 | -                                                 | -                                                 |
| 2011                                              | -                                                 | -                                                 | -                                                 |
| 2012                                              | 355                                               | 78                                                | 104                                               |
| 2013                                              | 328                                               | 94                                                | 89                                                |
| 2014                                              | 340                                               | 83                                                | 123                                               |
| 2015                                              | 250                                               | 72                                                | 62                                                |
| 2016                                              | 247                                               | 80                                                | 67                                                |
| 2017                                              | 256                                               | 79                                                | 97                                                |
| 2018                                              | 356                                               | 117                                               | 94                                                |
| 2019                                              | 285                                               | 98                                                | 71                                                |
| 2020                                              | 202                                               | 69                                                | 49                                                |
| 2021                                              | -                                                 | -                                                 | -                                                 |
| 2022                                              | 215                                               | 54                                                | 34                                                |
| 2023                                              | 257                                               | 128                                               | 100                                               |
| 2024                                              | 290                                               | 91                                                | 64                                                |

1,3: Krijgsbaan ·
2,8: Liersebaan ·
3,9: Boechout ·
4,9: Vos ·
6,4: Boshoek ·
9,3: Lier ·
11,1: Lisp ·
12,8: Kessel ·
16,3: Nijlen ·
21,9: Bouwel ·
24,1: Wolfstee ·
26,4: Herentals-Kanaal ·
28,0: Herentals ·
34,0: Olen ·
37,1: Larum ·
40,1: Geel ·
46,5: Millegem ·
49,3: Mol ·
54,0: Balen ·
Ingene-Immer ·
62,8: Leopoldsburg ·
Beverlo ·
68,0: Beringen-Mijn ·
71,2: Beringen ·
74,6: Heusden ·
78,0: Zolder ·
80,2: Houthalen ·
83,3: Kolveren ·
84,9: Zonhoven ·
86,6: Zonhoven-Badplaats